# Andrew Zisserman
Andrés Zisserman (29 de junio de 1957) es un informático teórico británico que se desempeña como profesor de la Universidad de Oxford e investigador de la visión artificial. A partir de 2014 está afiliado a DeepMind.

## Biografía

### Primeros años
Recibió la Parte III de los Tripos Matemáticos y su doctorado en física teórica del Politécnico de Sunderland.

### Carrera
En 1984 empezó a trabajar en el campo de la visión artificial en la Universidad de Edimburgo. Junto con Andrew Blake escribieron el libro Reconstrucción visual publicado en 1987, considerado uno de los trabajos fundamentales en el campo de la visión artificial. Según Fitzgibbon (2008) esta publicación fue "uno de los primeros tratamientos del enfoque de minimización de energía en incluir un algoritmo (llamado "no convexidad graduada") diseñado para abordar directamente el problema de los mínimos locales y, además, incluir un análisis teórico de su convergencia."
En 1987 regresó a Inglaterra, a la Universidad de Oxford, donde se unió al recién fundado grupo de investigación en robótica de Mike Brady como profesor de investigación universitario, y comenzó a trabajar en geometría de vistas múltiples. Según Fitzgibbon (2008), su "geometría logró demostrar que la visión artificial podía resolver problemas que los humanos no podían: recuperar la estructura 3D a partir de múltiples imágenes requirió fotogrametristas altamente capacitados y tomó una cantidad considerable de tiempo. Sin embargo, sus intereses se convirtieron en un problema donde un niño de seis años podría superar fácilmente los algoritmos de la época: el reconocimiento de objetos".
Ha publicado varios artículos,  algunos de los trabajos más citados en este campo y ha editado una serie de libros.

## Premios y honores
Es un investigador altamente citado del ISI. Es la única persona que ha recibido el Premio Marr tres veces, en 1993, 1998 y 2003. Fue elegido miembro de la Royal Society en 2007. En 2008 recibió la Beca Distinguida BMVA. En 2013 recibió el Premio Investigador Distinguido del ICCV. Obtuvo el Premio Milner de la Royal Society 2017 "en reconocimiento a sus logros excepcionales en programación informática, que incluye trabajos sobre teoría computacional y sistemas comerciales para imágenes geométricas".